# Listă de filme italiene din 1912
Aceasta este o listă de filme italiene din 1912:

## Lista
| Titlu                    | Regizor | Actori | Gen | Note |
| ------------------------ | ------- | ------ | --- | ---- |
| The Lion Tonic           |         |        |     |      |
| 'Twixt Love and War      |         |        |     |      |
| An Abbreviated Honeymoon |         |        |     |      |
| Abele fratricida         |         |        |     |      |